# Ode To Sleep
Ode To Sleep to utwór amerykańskiego duetu muzycznego Twenty One Pilots z albumu Vessel (2013). Była wydana na EP-ce "Three Songs" 27 czerwca 2012 roku przez Fueled by Ramen. Piosenka została napisana przez Tylera Josepha. Utwór ukazał się w trochę innej wersji na albumie Regional at Best.
Utwór otrzymał w Stanach Zjednoczonych status złotej płyty (ponad pół miliona sprzedanych egzemplarzy).